# Manîlivka, Zinkiv
Manîlivka (în ucraineană Манилівка) este un sat în comuna Șîlivka din raionul Zinkiv, regiunea Poltava, Ucraina.

## Demografie
Componența lingvistică a localității Manîlivka
     Ucraineană (98,21%)
     Rusă (1,79%)
Conform recensământului din 2001, majoritatea populației localității Manîlivka era vorbitoare de ucraineană (98,21%), existând în minoritate și vorbitori de rusă (1,79%).